# Lichte

Elisabeth-Kirche zu Lichte-Wallendorf (erbaut 1734)

Wallendorfer Porzellanmanufaktur, 2006

Talsperre Leibis-Lichte (102,5 m)

Lichte ist ein Ortsteil der Stadt Neuhaus am Rennweg im Landkreis Sonneberg in Thüringen (Deutschland) an der Thüringer Porzellanstraße.

## Geografie
Lichte liegt im Thüringer Schiefergebirge nahe den Städten Coburg, Ilmenau, Saalfeld und Sonneberg. Der gesamte Ort und die umliegenden Berge sind Teil des Naturparks Thüringer Wald. Der Rennsteig und die ehemalige innerdeutsche Grenze verlaufen nur wenig südlich.
Lichte erstreckt sich weit in den Tälern der Lichte und der Piesau. Beide Flüsse und die Gebirgsbäche der umliegenden Täler speisen eine der größten Trinkwassertalsperren Deutschlands, die Talsperre Leibis-Lichte mit der Vorsperre Deesbach, gelegen unmittelbar am nördlichen Ortsausgang von Lichte (Geiersthal).
Piesau und Lichte formten in Jahrtausenden tief eingeschnittene Täler mit steil abfallenden Berghängen. Vor allem im Unterlauf der Lichte betragen die Unterschiede zwischen Talsohle und Höhenzug bis zu 200 Meter, was für Mittelgebirgsregionen als durchaus beachtlich gilt.
Die Gebirgsbäche in der Umgebung gelten als die goldreichsten Deutschlands.

### Berge
| Bezeichnung    | Höhe NN | Richtung | Besonderheit                              |
| -------------- | ------- | -------- | ----------------------------------------- |
| Spitzer Berg   | 790,3 m | NNO (⊙)  | Nadelwald                                 |
| Rauhhügel      | 801,9 m | NO (⊙)   | Aussichtsturm, Sendemast                  |
| Mutzenberg     | 770,0 m | NO (⊙)   | Nadelwald                                 |
| Petersberg     | 646,0 m | NO (⊙)   | mit Schutzhütte                           |
| Kirchberg      | 685,6 m | SO       | Aufstieg Wallendorf, Kirchsteig           |
| Mittelberg     | 803,6 m | SSO (⊙)  |                                           |
| Apelsberg      | 785,3 m | SW (⊙)   |                                           |
| Rückersbiel    | 755,6 m | W (⊙)    | Nadelwald                                 |
| Hahnberg       | 685,3 m | W (⊙)    | Weidefläche                               |
| Sauhügel       | 721,7 m | W (⊙)    |                                           |
| Geiersbachkopf | 717,6 m | W        | Quellgebiet Geiersbach, Nebenfluss Lichte |

### Ortsteilgliederung
Zur „Stadt Neuhaus am Rennweg“ gehörend der Ortsteil „Lichte“, zu dem wiederum  folgenden Teilortsteilen oder Wohnplätze gehören:
- Oberlichte mit Ascherbach, Waschdorf und Hügel,
- Wallendorf mit Lamprecht,
- Geiersthal und
- Bock und Teich.

## Geschichte
Der Ort wurde erstmals 1414 urkundlich erwähnt.
Bereits 1764 wurde in Lichte Porzellan hergestellt, die Wallendorfer Porzellanmanufaktur gehörte somit zu den ältesten Europas. Wallendorfer Porzellan erlangte schnell Zuspruch weit über die damaligen Landesgrenzen hinaus. So wurde bereits 1822 durch Johann Heinrich Leder in Lichte eine weitere Porzellanmanufaktur, die heutige Lichte Porzellan GmbH, gegründet. Obwohl das neue Unternehmen im Wettbewerb zu Wallendorf stand, gelang rasch die Erschließung eigener Märkte, die bis heute gehalten werden konnten, obwohl auch hier die beiden Weltkriege und die Abschottung zu DDR-Zeiten kaum förderlich waren.
Bis 1920 war der Ort entlang der Lichte geteilt: der Osten gehörte zum Sachsen-Meiningischen Kreis Saalfeld, während der Westen zum Schwarzburg-Rudolstädtischen Landratsamt Königsee (Schwarzburg-Rudolstädter Oberherrschaft) zählte.
Während des Zweiten Weltkrieges mussten Arbeitskräfte aus Polen in Wallendorf Zwangsarbeit verrichten, woran vier Gräber auf dem dortigen Friedhof erinnern. An zwei Opfer des Todesmarsches von Häftlingen des KZ Buchenwald im April 1945, die im Finsteren Grund am Eisenbahnviadukt gefunden wurden, erinnert eine Gedenktafel auf dem Friedhof von Lichte.
Am 1. Juli 1950 wurden die bis dahin eigenständigen Gemeinden Bock und Teich, Geiersthal und Wallendorf eingegliedert.
Von 1922 bis 1952 gehörte die Gemeinde zum Landkreis Saalfeld, zwischen 1952 und 1994 zum Kreis Neuhaus und zwischen 1994 und 2018 zum Landkreis Saalfeld-Rudolstadt. Zum 1. Januar 2019 wurde die Gemeinde Lichte als Ortsteil in die Stadt Neuhaus am Rennweg eingegliedert und wechselte hierdurch vom Landkreis Saalfeld-Rudolstadt in den Landkreis Sonneberg.

## Politik

### Gemeinderat und Ortsteilrat
Der Rat der Gemeinde Lichte bestand aus zwölf Ratsfrauen und -herren einschließlich des Bürgermeisters, der erste Ortsteilrat besteht aus 9 Mitgliedern.
| Wahljahr | CDU | Bürgerinitiative (BI) | Summe      |
| -------- | --- | --------------------- | ---------- |
| 2009     | 5   | 7                     | 12 Mandate |
| 2014     | 7   | 5                     | 12 Mandate |
| 2019     | 9   | 9                     | 9 Mandate  |

Ortsteilbürgermeister ist Holger Koch.

### Landtagswahl 2014
Lichte fiel durch die landesweit geringste Wahlbeteiligung aller Thüringer Gemeinden auf. Von 1369 Wahlberechtigten gingen 392 (28,6 %) zur Wahl. Sie gaben 379 gültige Zweitstimmen ab. Bemerkenswert war der hohe Stimmenanteil der AfD mit 24,4 %.

### Wappen
Beschreibung: „In Grün mit goldenem Winkelschildfuß ein silberner Leuchter mit goldener Flamme und ständerförmig angeordneten Strahlen im Schildhaupt, beseitet von vier silbernen Ahornblättern.“
Das Wappen von Lichte greift ein älteres Siegelmotiv auf, führt damit eine örtliche Darstellungstradition fort und steht für die jahrhundertelange Tradition der Porzellanherstellung im Tal der Piesau und Lichte. Die Ahornblätter symbolisieren die vier Ortsteile und eine für die Gemeindefluren charakteristische Baumart. Sie verweisen gemeinsam mit der Schildfarbe Grün auf die Lage der Gemeinde im Thüringer Wald, dem „grünen Herzen Deutschlands“.

## Kultur und Sehenswürdigkeiten

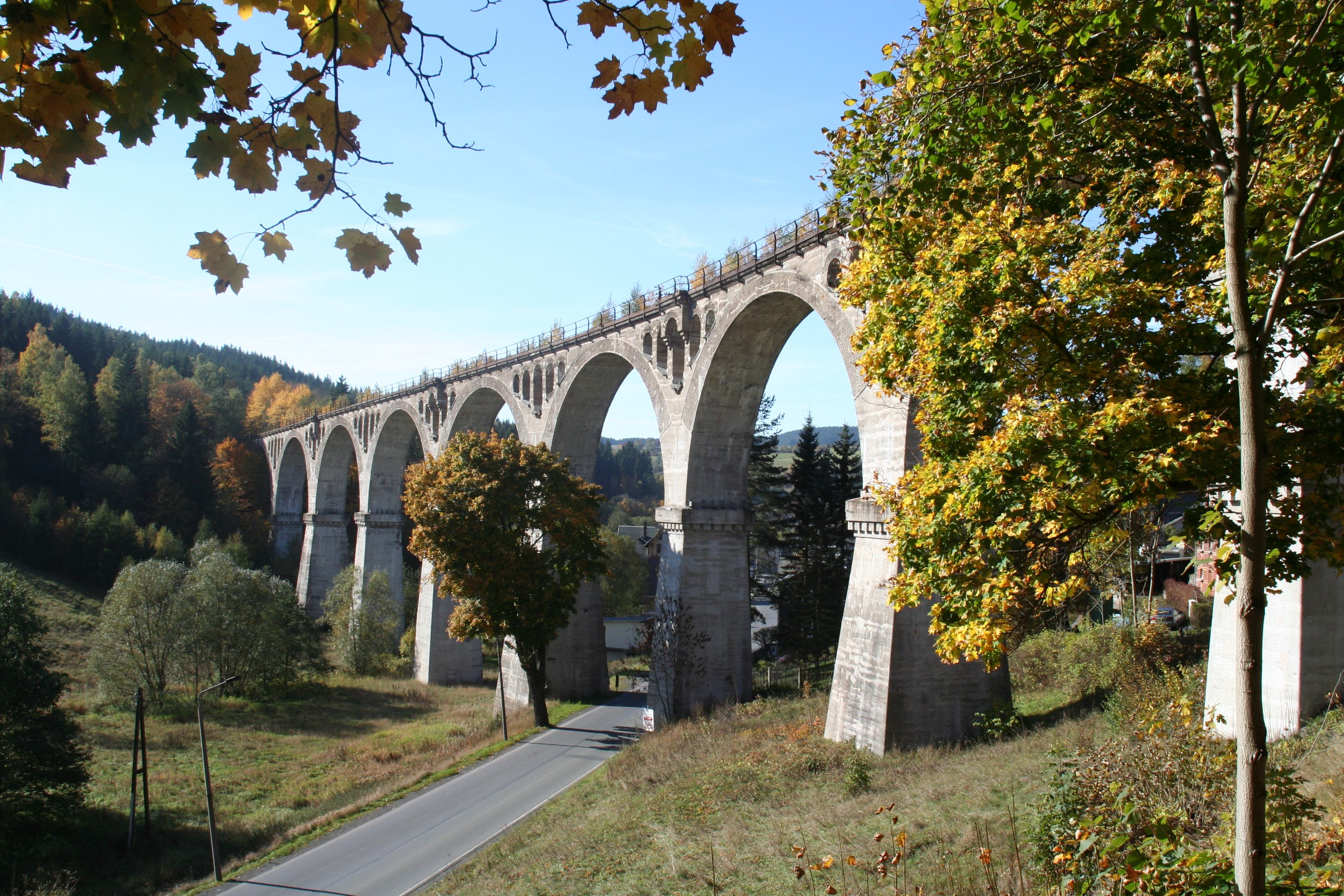
Piesau-Viadukt Lichte, Wahrzeichen von Lichte

- Heimatmuseum Lichte (Ortsteil Geiersthal)
- Kirche zu Wallendorf – erbaut 1733 im Stil des Bauernbarocks
- Eisenbahn-Viadukt im Bereich der Hammerwiesen zu Lichte, zehn Gewölbebögen, L = 258 m, H = 34 m – überspannt das Tal, die Bundesstraße 281 und die Piesau im Bereich der Hammerwiesen am ehemaligen Lipfertshammer
- Finstergrund-Viadukt[7] über die Kleine Lichte, Ortsausgang Lichte (Waschdorf)
- Zeichen- und Modellierschule, Gründung 1862 (Ortsteil Geiersthal in der Ferienanlage Lichte-Geiersthal neben dem Waldhotel Feldbachtal)
- Schwimmbad in Geiersthal

→ Siehe auch: Liste der Kulturdenkmale in Neuhaus am Rennweg

### Denkmale der Gefallenen der Weltkriege
- in Lichte (Ascherbach/Waschdorf)
- in Lichte (Bock-und-Teich), B 281 Saalfelder Str., Einmündung Piesauer Str.
- in Lichte (Geiersthal) am Dürrer Berg
- in Lichte (Wallendorf) am Kirchweg

### Denkmale Zweiter Weltkrieg
- Friedhof zu Lichte (Wallendorf): Einzelgräber zur Erinnerung an vier polnische Zwangsarbeiter
- Friedhof zu Lichte (Dorst): Gedenktafel an zwei Opfer des Todesmarsches im April 1945 aus dem KZ Buchenwald (Fundort Finstern Grund unter dem Eisenbahnviadukt).[2]

## Wiederkehrende Veranstaltungen

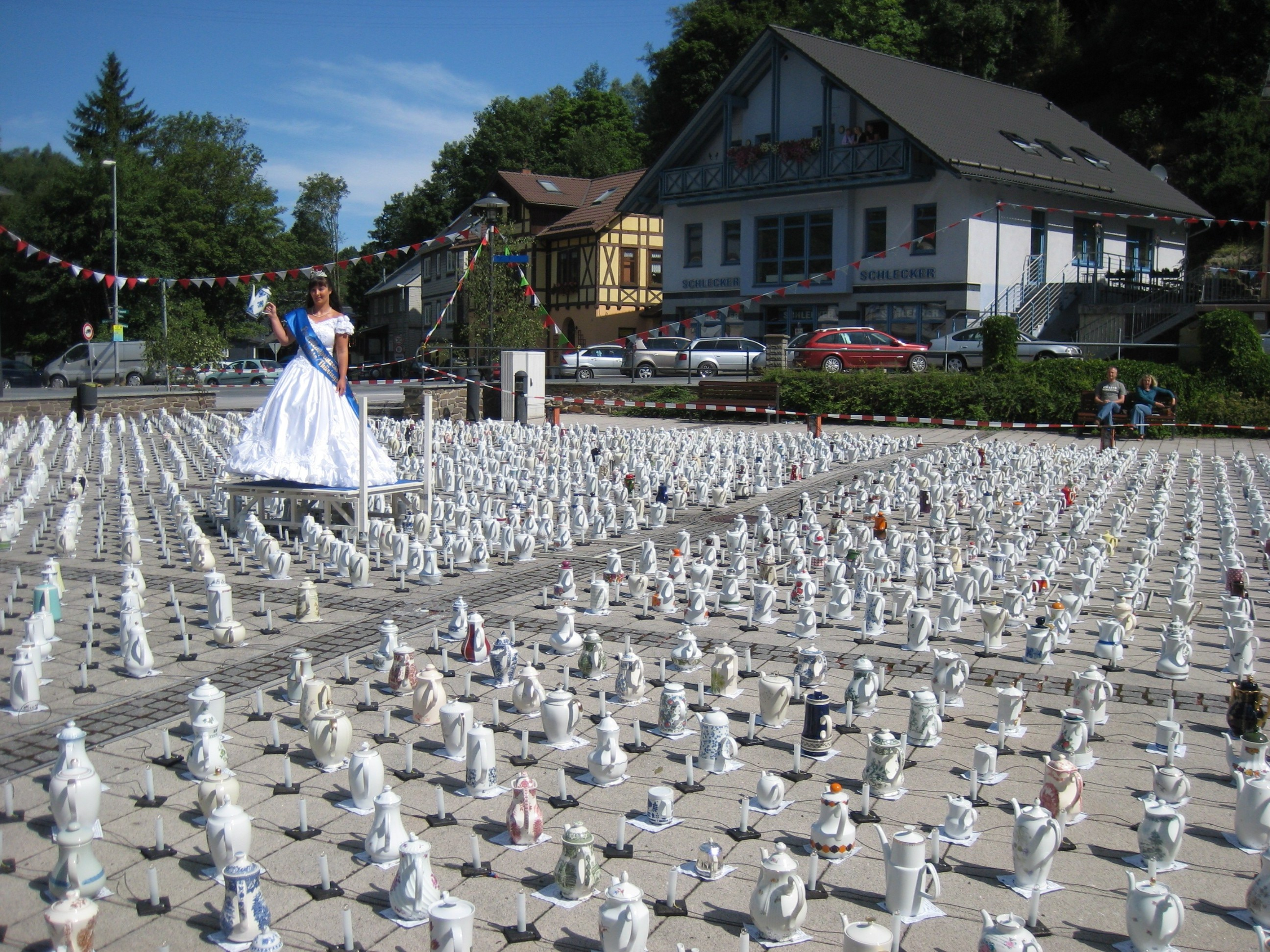
Lichte (Wallendorf), Porzellanprinzessin mit 3.000 Kaffee- und Teekannen (2010)

- Porzellanmarkt, am letzten Wochenende im Juli mit Krönung der Porzellanprinzessin
- Porzellanweihnacht am 1. Advent
- Lichtner Kirmes – geht auf eine Genehmigung des Landesfürsten (1825) zurück, vor Michaeli (29. September) Jahrmärkte halten zu dürfen (Thür.St.Archiv Rudolstadt: A/XVII,C.1.Nr.49; F/LXXII, Nr.21)

## Persönlichkeiten

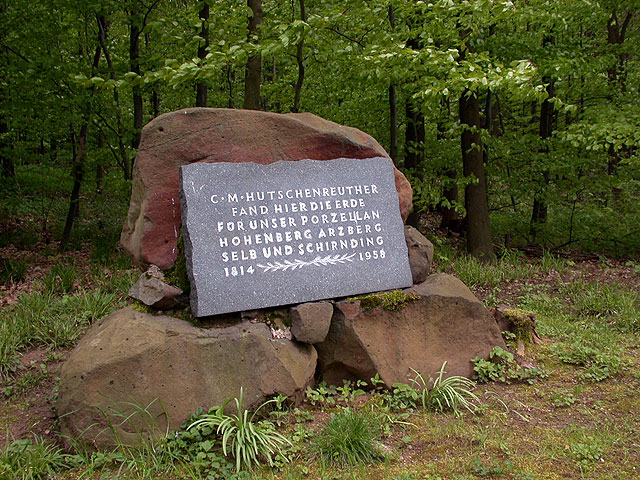
Gedenkstein zu Ehren C.M. Hutschenreuthers

### In Lichte geborene Persönlichkeiten
- C.M. Hutschenreuther (1794–1845), Gründer „C.M. Hutschenreuther AG“ Hohenberg, später „Hutschenreuther AG“ Selb
- Alois Eckardt (1845–1906), Öl- und Porzellanmaler
- Wilhelm Ulbrich (1846–1922), Modelleur, Plattenporzellanmaler, Journalist und Heimatdichte
- Gebrüder Heinz (Perlenheinz), Heinrich Heinz ( …–….) & Luis Heinz (10. Januar 1869 – 12. Februar 1937), Gründer & Eigentümer „Perlenfabrikation Heinz“ Lichte (Geiersthal)
- Gebrüder Scherf, Louis Scherf (1870–1955) & Albert Scherf (1876–1953) Porzellanplattenmaler, Goldmedaille auf Weltausstellung 1904 in St. Louis[9]
- Albert Brödel (1897–1944), Lehrer, Heimatdichter und Chronist
- Hugo Meisel (1887–1966), Porzellangestalter und Museumsdirektor in der DDR
- Arno Häckel, Porzellanplattenmaler, Dekorgestalter und Obermaler „Porzellanmanufaktur Wallendorf“
- Hildegard Heinert (geb. Häckel), Porzellanmalerin und Heimatdichterin, Mitglied Zirkel Schreibender Arbeiter

### Persönlichkeiten mit Verbindung zu Lichte
- Alexander Hermann von Wartensleben (1650–1734), Generalfeldmarschall, 1704 Besitzer „Rittergut zu Lichte (Wallendorf)“
- Peter Hohmann (1663–1732), Edler von Hohenthal 1709 Besitzer „Rittergut zu Lichte (Wallendorf)“
- Johann Wolfgang Hammann (1713–1785), Mitbegründer der „Porzellanmanufaktur  Wallendorf“
- Gotthelf Greiner (1732–1797), Miterfinder des Porzellans, Mitbegründer  „Porzellanmanufaktur Wallendorf“
- Johann Heinrich Leder (????–????), 1822 Gründer Fabrik Lichte Porzellan Oberlichte
- Heinz Schaubach (1886–1970), Inhaber „Wallendorfer Porzellanmanufaktur“ und „Schaubach Kunst Unterweißbach“
- Gottfried Stöhr (1932–2016), bildender Künstler und Designer „Porzellanmanufaktur Wallendorf“

## Wirtschaft und Infrastruktur
Die Wirtschaft Lichtes ist (typisch für das Thüringer Schiefergebirge) von Tourismus, Glas-, Porzellan- und Holzindustrie geprägt.

### Verkehr
Der Ort liegt an der B 281 (Saalfeld/Saale–Eisfeld), deren Anstieg auf den Rennsteig (850 m ü. NHN) hier beginnt. Weitere Straßen führen nach Oberweißbach und Gräfenthal. 1899 erhielt der Ort einen Eisenbahnanschluss zur Frankenwaldbahn bei Probstzella und 1913 nach Neuhaus am Rennweg. Die Bahnstrecke Probstzella–Neuhaus am Rennweg ist im durch Lichte führenden Abschnitt Probstzella–Ernstthal seit 1998 außer Betrieb und seit Juni 2006 endgültig stillgelegt. Im Ort liegen die Bahnhöfe Lichte (Ost) und Lichte (Thür.). Die größten Bauwerke der Eisenbahnstrecke durch das Lichtetal sind das Viadukt Hammerwiesen in Lichte (Wallendorf) und das Viadukt Finsterer Grund am Ortsausgang Lichte (Waschdorf) Richtung Ernstthal.

### Ansässige Unternehmen
- Wallendorfer Porzellanmanufaktur, gegründet 1764 eine der ältesten Manufakturen des Thüringer Porzellans.
- Lichte Porzellan (GmbH), gegründet 1822

### Bildungseinrichtungen
In Lichte gibt es einen Regelschulstandort, dessen Schulbezirk bisher die Orte Lichte und Piesau sowie die im Landkreis Saalfeld-Rudolstadt, zur Stadt Saalfeld gehörenden Ortsteile Schmiedefeld und Reichmannsdorf umfasst.
Die Regelschule in Lichte ist die einzige Schule im Landkreis Sonneberg, an der Schülerlotsen ausgebildet werden und zur Sicherstellung der Verkehrssicherheit an der B281 im Einsatz sind.